# McCartney Kessler
McCartney Kessler (Calhoun, 8 luglio 1999) è una tennista statunitense.

## Biografia

### Origini
Kessler nasce a Calhoun, nello stato della Georgia. I suoi genitori, Carl Kessler e Julie Diggers hanno giocato a tennis al college alla University of Central Florida. Suo fratello McClain Kessler è anch'esso un giocatore di tennis al college in Florida.
McCartney ha frequentato la Calhoun High School. Si è poi iscritta alla Università della Florida con una borsa di studio di tennis che le ha permesso di giocare al college per i Florida Gators nel novembre 2017.

### Carriera
Durante la carriera da junior, la Kessler ha vinto il doppio di categoria under 16 alla Orange Bowl con Emma Kurtz nel 2015.
In carriera ha vinto un titolo WTA 250 e un WTA 125, mentre nel circuito ITF 3 titoli in singolare e 2 titoli in doppio. In singolare ha raggiunto la 30ª posizione mondiale il 30 giugno 2025, mentre in doppio il 152º posto il 31 marzo 2025.
McCartney ha fatto il suo debutto nel circuito professionistico nel 2017 e ha raggiunto la sua prima finale ITF al $25,000 di Lubbock nel 2021. Ad agosto 2023 riceve una wildcard per poter prendere parte alle qualificazioni dello US Open, ultimo torneo nel calendario annuale del Grande Slam. Classificata n°365 WTA, al primo turno supera a sorpresa la n°100 Yuan Yue in rimonta; mentre al secondo turno vince in due parziali contro Jang Su-jeong, è costretta ad arrendersi al turno decisivo contro Eva Lys. Ad ottobre si aggiudica il primo titolo ITF, il $60,000 di Rome (Georgia), dove al primo turno ha avuto la meglio sulla n°77 Taylor Townsend. A dicembre debutta in un torneo WTA 125 e raggiunge i quarti di finale, fermata in tre set da Dajana Jastrems'ka. 
Comincia il 2024 disputando il suo primo torneo del circuito WTA allo ASB Classic, dopo aver superato le qualificazioni. Al primo turno è stata eliminata dall'altra qualificata Lulu Sun in due set. Ha fatto anche il suo debutto Slam agli Australian Open 2024 grazie ad una wildcard, dove sconfigge la francese Fiona Ferro, per poi essere eliminata da Linda Nosková al secondo turno. Il mese seguente arriva anche il primo titolo Challenger per la Kessler, che da lucky loser si aggiudica il trofeo a Puerto Vallarta, superando la qualificata Taylah Preston in finale. Grazie ad una wildcard entra direttamente nel tabellone principale di Indian Wells, ma esce al primo turno fermata da Nuria Párrizas Díaz. Dopo essersi qualificata per il torneo di Charleston, dove perde al primo turno per mano di Caroline Wozniacki, prende parte alle qualificazioni sia del torneo di Madrid che a quelle del Roland Garros ma in entrambe le occasioni ne esce sconfitta al primo match. A Wimbledon invece, supera i tre incontri per potersi qualificare al tabellone principale e accede al primo turno dove però perde nettamente contro la testa di serie n°9 Maria Sakkarī. Ad agosto, dopo essersi aggiudicata il terzo titolo ITF e primo di categoria $100.000 in carriera, prende parte al torneo di Cleveland e vince il trofeo contro ogni aspettativa, superando in finale la top 30 Beatriz Haddad Maia con lo score di 1-6 6-1 7-5. Esce all'esordio degli US Open contro Marta Kostjuk.

## Statistiche WTA

### Singolare

#### Vittorie (3)
| Legenda              |
| -------------------- |
| Grande Slam (0)      |
| Ori Olimpici (0)     |
| WTA Finals (0)       |
| WTA Elite Trophy (0) |
| Dal 2021             |
| WTA 1000 (0)         |
| WTA 500 (0)          |
| WTA 250 (3)          |

| N. | Data            | Torneo                        | Superficie | Avversaria in finale | Punteggio     |
| 1. | 24 agosto 2024  | Tennis in the Land, Cleveland | Cemento    | Beatriz Haddad Maia  | 1-6, 6-1, 7-5 |
| 2. | 11 gennaio 2025 | Hobart International, Hobart  | Cemento    | Elise Mertens        | 6-4, 3-6, 6-0 |
| 3. | 22 giugno 2025  | Nottingham Open, Nottingham   | Erba       | Dajana Jastrems'ka   | 6-4, 7-5      |

#### Sconfitte (1)
| Legenda              |
| -------------------- |
| Grande Slam (0)      |
| Argenti Olimpici (0) |
| WTA Finals (0)       |
| WTA Elite Trophy (0) |
| Dal 2021             |
| WTA 1000 (0)         |
| WTA 500 (0)          |
| WTA 250 (1)          |

| N. | Data         | Torneo           | Superficie | Avversaria in finale | Punteggio |
| 1. | 2 marzo 2025 | ATX Open, Austin | Cemento    | Jessica Pegula       | 5-7, 2-6  |

### Doppio

#### Vittorie (1)
| Legenda              |
| -------------------- |
| Grande Slam (0)      |
| Ori Olimpici (0)     |
| WTA Finals (0)       |
| WTA Elite Trophy (0) |
| Dal 2021             |
| WTA 1000 (1)         |
| WTA 500 (0)          |
| WTA 250 (0)          |

| N. | Data          | Torneo                  | Superficie | Compagna   | Avversarie in finale        | Punteggio         |
| 1. | 6 agosto 2025 | Canadian Open, Montréal | Cemento    | Coco Gauff | Taylor Townsend Zhang Shuai | 6–4, 1-6, [13-11] |

#### Sconfitte (1)
| Legenda              |
| -------------------- |
| Grande Slam (0)      |
| Argenti Olimpici (0) |
| WTA Finals (0)       |
| WTA Elite Trophy (0) |
| Dal 2021             |
| WTA 1000 (0)         |
| WTA 500 (0)          |
| WTA 250 (1)          |

| N. | Data         | Torneo           | Superficie | Compagna    | Avversarie in finale   | Punteggio        |
| 1. | 2 marzo 2025 | ATX Open, Austin | Cemento    | Zhang Shuai | Anna Blinkova Yuan Yue | 6-3, 1-6, [4-10] |

## Circuito WTA 125

### Singolare

#### Vittorie (1)
| N. | Data             | Torneo                                | Superficie | Avversaria in finale | Punteggio     |
| 1. | 25 febbraio 2024 | Puerto Vallarta Open, Puerto Vallarta | Cemento    | Taylah Preston       | 5-7, 6-3, 6-0 |

## Statistiche ITF

### Singolare

#### Vittorie (3)
| Torneo $100.000 (1) |
| Torneo $80.000 (0)  |
| Torneo $60.000 (2)  |
| Torneo $40.000 (0)  |
| Torneo $25.000 (0)  |
| Torneo $15.000 (0)  |

| N. | Data            | Torneo                                      | Superficie  | Avversaria in finale | Punteggio     |
| 1. | 8 ottobre 2023  | Georgia's Rome Tennis Open, Rome            | Cemento (i) | Grace Min            | 6-2, 6-1      |
| 2. | 4 febbraio 2024 | Georgia's Rome Tennis Open, Rome            | Cemento (i) | Liv Hovde            | 6-4, 6-1      |
| 3. | 11 agosto 2024  | Koser Jeweler Tennis Challenge, Landisville | Cemento     | Olivia Gadecki       | 4-6, 6-2, 6-4 |

#### Sconfitte (1)
| Torneo $100.000 (0) |
| Torneo $80.000 (0)  |
| Torneo $60.000 (0)  |
| Torneo $40.000 (0)  |
| Torneo $25.000 (0)  |
| Torneo $15.000 (1)  |

| N. | Data           | Torneo                              | Superficie | Avversaria in finale | Punteggio   |
| 1. | 3 ottobre 2021 | West Texas Pro Tennis Open, Lubbock | Cemento    | Adriana Reami        | 6(6)-7, 1-6 |

### Doppio

#### Vittorie (2)
| Torneo $100.000 (0) |
| Torneo $80.000 (0)  |
| Torneo $60.000 (1)  |
| Torneo $40.000 (0)  |
| Torneo $25.000 (1)  |
| Torneo $15.000 (0)  |

| N. | Data            | Torneo                                   | Superficie  | Compagna     | Avversarie in finale                 | Punteggio        |
| 1. | 8 aprile 2023   | Jackson Women's, Jackson                 | Terra verde | Jaeda Daniel | Allura Zamarripa Maribella Zamarripa | 1–6, 6–1, [10–5] |
| 2. | 1º ottobre 2023 | Central Coast Pro Tennis Open, Templeton | Cemento     | Alana Smith  | Jessie Aney Jaeda Daniel             | 7-5, 6-4         |

#### Sconfitte (2)
| Torneo $100.000 (0) |
| Torneo $80.000 (0)  |
| Torneo $60.000 (2)  |
| Torneo $40.000 (0)  |
| Torneo $25.000 (0)  |
| Torneo $15.000 (0)  |

| N. | Data           | Torneo                                   | Superficie | Compagna            | Avversarie in finale                  | Punteggio           |
| 1. | 17 giugno 2023 | Palmetto Pro Open, Sumter                | Cemento    | Julija Starodubceva | Maria Mateas Anna Rogers              | 4-6, 7-6(3), [6-10] |
| 2. | 22 luglio 2023 | The Women's Hospital Classic, Evansville | Cemento    | Julija Starodubceva | Marija Kononova Veronika Mirošničenko | 3–6, 6–2, [8–10]    |

## Vittorie contro giocatrici Top 10
| Stagione | 2025 | Totale |
| Vittorie | 2    | 2      |

| #    | Giocatrice     | Ranking | Evento                            | Superficie | Turno | Punteggio   | Rank. MKR |
| ---- | -------------- | ------- | --------------------------------- | ---------- | ----- | ----------- | --------- |
| 2025 |                |         |                                   |            |       |             |           |
| 1.   | Coco Gauff     | 3       | Dubai Tennis Championships, Dubai | Cemento    | 2T    | 6-4, 7-5    | 53        |
| 2.   | Mirra Andreeva | 5       | Canadian Open, Montréal           | Cemento    | 3T    | 7-6(5), 6-4 | 32        |